# Dead or Alive 2
Dead or Alive 2 (jap. DEAD OR ALIVE 2 逃亡者, Dead or Alive 2: Tōbōsha, dt. „Tot oder lebendig: Flüchtiger“; alternativ: Dead or Alive 2: Birds) ist ein japanischer Gangsterfilm von Regisseur Takashi Miike aus dem Jahr 2000.
Der Film ist nach Dead or Alive aus dem Jahr 1999 der zweite Teil einer Trilogie, die mit Dead or Alive: Final im Jahr 2002 beendet wurde.

## Handlung
Der blond gefärbte Killer Mizuki Okamoto, der im Auftrag eines zaubernden Mittelsmannes arbeitet, erhält eines Tages die Order einen Yakuza-Boss zu töten. Der Auftrag erweist sich als nicht sonderlich schwierig. Er verschanzt sich mit seinem Scharfschützen-Gewehr, visiert gerade sein Opfer an, als ihm die Arbeit jedoch sein todkranker, plötzlich erscheinender Jugendfreund und Berufskollege Shūichi Sawada abnimmt, der den Yakuza-Chef mitsamt Gefolge brutal aus nächster Nähe liquidiert. Mizuki geht dennoch zu seinem Auftraggeber, und streicht unrechtmäßig die vereinbarten 30.000 US-Dollar ein, die er an bedürftige Kinder der Dritten Welt spendet. Er verheimlicht seinem Mittelsmann jedoch, dass er nicht der Schütze gewesen ist. Als Mizuki als Lügner überführt wird, verlässt er übereilt das Festland und reist fluchtartig in sein abgelegenes Heimatdorf. Sein mordender Jugendfreund, den er seit Jahrzehnten nicht mehr sah, flüchtet unabhängig von ihm ebenfalls in das heimatliche Dorf, um dort Zuflucht zu finden. Die beiden werden von verfeindeten Gangsterclans sowie von der Justiz steckbrieflich gesucht.
Als sie gemeinsam ihr Heimatdorf an einer unbekannten Insel erreichen, finden die beiden Freunde aus alten Waisenhaus-Tagen wieder zueinander. Sie suchen gemeinsam den Fischer Kōhei und seine schwangere Ehefrau Noriko auf, zwei weitere Freunde aus ihrer Kindheit, und erleben mit ihnen einige schöne, erholsame Momente; schwelgen dabei in alten Erinnerungen. Sie verheimlichen ihren Freunden jedoch, dass sie flüchtige Auftragsmörder sind.
Mizuki bietet eines Tages seinem Freund Shū an, fortan gemeinsam als Profikiller zu arbeiten, um mit ihrer Bezahlung hilfsbedürftigen Kindern eine medizinische Grundversorgung zu garantieren. Nachdem sie ihrer idyllischen Heimat den Rücken gekehrt haben, beginnen sie in der Großstadt als mordendes Team erbarmungslos Ganoven gegen Bezahlung zu jagen und zu ermorden. Sie erarbeiten auf diese Weise knapp eine halbe Million US-Dollar, bis sie eines Tages einen fingierten Auftrag übernehmen, der sie selbst zum Ziel sich rächender Mitglieder chinesischer Triaden macht. Mizuki und Shūichi gelingt es schwer verletzt das Attentat zu überleben und sie flüchten zurück in ihr Heimatdorf.
Während der Überfahrt auf das Eiland erliegt der blondierte Killer jedoch am Ende des Filmes seinen Verletzungen. Sein Freund und Kollege Shūichi trägt ihn daraufhin ein Stück, als der Film mit einer Einstellung von Kōheis trautem Familienglück endet. Er ist Vater eines Sohnes geworden.

## Kritiken
„Vielfach gebrochener, melancholisch gefärbter Gangsterfilm, der trotz seines beinahe meditativen Charakters viel Action aufbietet, was zu teilweise verstörenden Parallelmontagen führt.“